# Luis Donaldo Colosio
Luis Donaldo Colosio Murrieta (Magdalena de Kino, Sonora; 10 de febrero de 1950-Tijuana, Baja California; 23 de marzo de 1994) fue un político y economista mexicano, miembro del Partido Revolucionario Institucional. Fue candidato a la presidencia de México por el PRI en las elecciones federales de 1994.

## Inicios y carrera política
Fue hijo de Luis Colosio Fernández y de Armida Ofelia Murrieta, establecidos en Magdalena, Sonora, donde Luis Donaldo fue criado y asistió a sus estudios escolares desde primaria hasta preparatoria.
En 1967, inició sus estudios profesionales en el Instituto Tecnológico y de Estudios Superiores de Monterrey, obteniendo el título de licenciado en economía en 1972. Así mismo, cursó estudios de maestría en desarrollo rural y economía urbana, entre 1975 y 1976 en la Universidad de Pensilvania y, en 1979, realizó una estancia de investigación en IIASA, en Laxenburg, Austria. En 1980, se desempeñó como profesor de economía en el Colegio de México en Monterrey N.L., la UNAM y la Universidad Anáhuac, en esta última institución conoció a Diana Laura Riojas Reyes, con quien se casó en 1982. Del matrimonio nacieron dos hijos, Luis Donaldo (1985) y Mariana (1993). Diana Laura falleció de cáncer el 18 de noviembre de 1994.
Ingresó al Partido Revolucionario Institucional (PRI) en 1979, siendo elegido diputado en 1985 y posteriormente senador en 1988. Fue presidente nacional del PRI de 1988 a 1992. Durante su gestión, el PRI reconoció por primera vez una derrota en una elección de gobernador, en este caso la del estado de Baja California en 1989, siendo elegido Ernesto Ruffo Appel candidato del Partido Acción Nacional (PAN), como primer gobernador no priista.
Llamado por el presidente Carlos Salinas de Gortari a formar parte del gabinete presidencial el 13 de abril de 1992, Luis Donaldo Colosio se convirtió en secretario de Desarrollo Social, en sustitución del candidato a gobernador de Veracruz, Patricio Chirinos Calero. Colosio participó activamente en la sucesión presidencial de Salinas, junto con dos fuertes aspirantes; Pedro Aspe Armella, secretario de Hacienda, y Manuel Camacho Solís, jefe del Departamento del Distrito Federal, quien rompió las normas no escritas de la sucesión presidencial en México al negarse a expresar públicamente su apoyo a Colosio, quien fue postulado candidato a la presidencia de la república el 28 de noviembre de 1993.

## Discurso del 6 de marzo de 1994

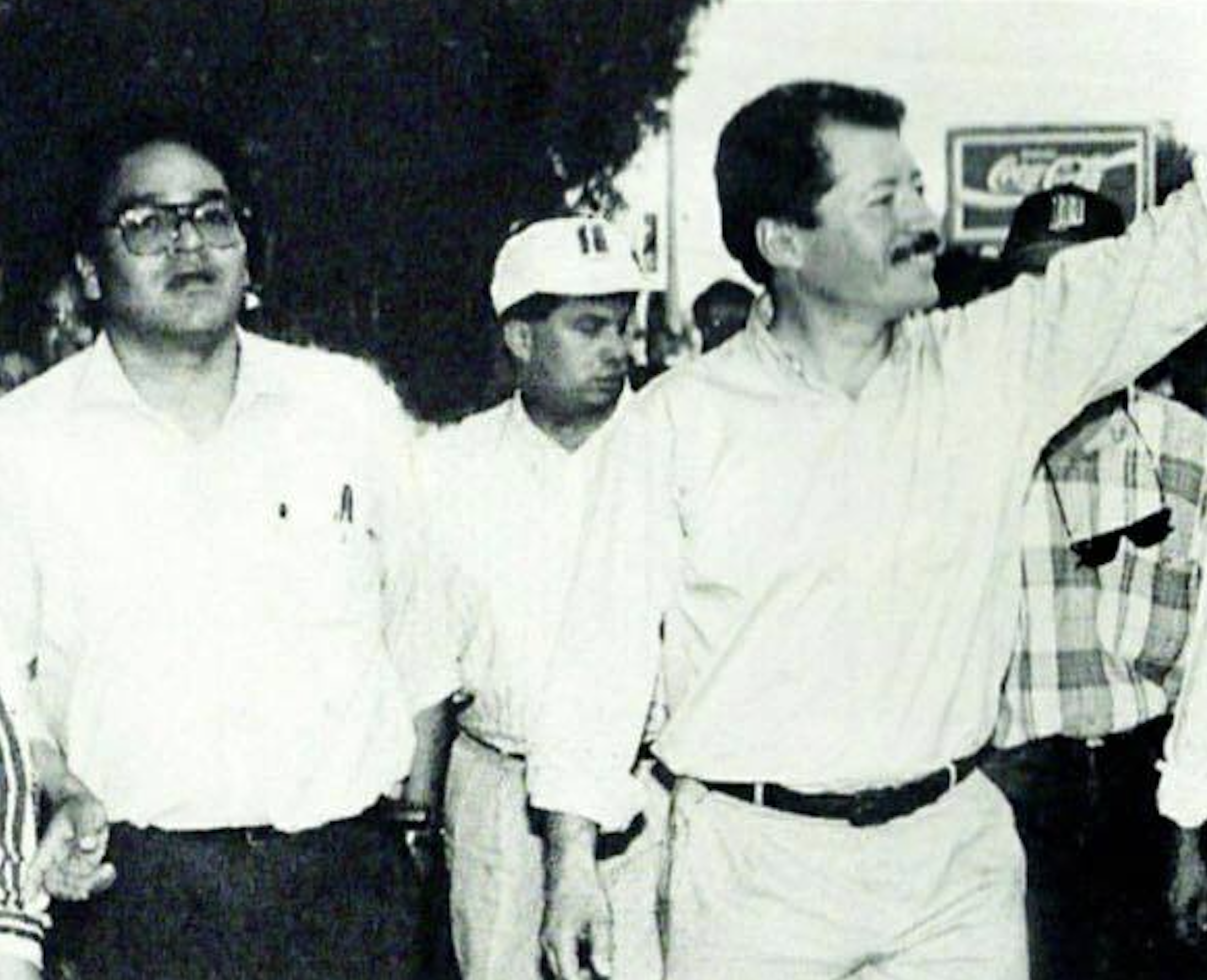
Javier Guerrero Garcia y Luis Donaldo Colosio en febrero de 1994.

El discurso pronunciado por Colosio frente al Monumento a la Revolución Mexicana, en la Ciudad de México, el 6 de marzo de 1994, en el aniversario del PRI, se considera como el rompimiento con el entonces presidente de México, Carlos Salinas de Gortari, y una revaluación de la política neoliberal. El mensaje de Colosio habla de un México agraviado y en crisis, con hambre, con profundas diferencias sociales, pero con la esperanza de transformaciones. Aunque Salinas de Gortari estuvo de acuerdo con el contenido del discurso, el periódico El Norte de Monterrey registraba las presiones hechas por el jefe de la oficina de la presidencia José María Córdoba Montoya, para que renunciara. Córdoba Montoya desmintió la versión y después del asesinato de Colosio, asumió un cargo en el Banco Interamericano de Desarrollo, con sede en Washington D. C., aparentemente con la anuencia de Ernesto Zedillo. Córdoba Montoya tampoco sería juzgado o siquiera investigado, durante el sexenio de Zedillo, por sus supuestas ligas al narcotráfico en las conversaciones telefónicas filtradas a la prensa con Marcela Bodenstedt (con la que Córdoba tendría un romance), una expolicía con nexos con el cártel del Golfo de García Abrego. 

Veo un México de comunidades indígenas, que no pueden esperar más a las exigencias de justicia, de dignidad y de progreso; de comunidades indígenas que tienen la gran fortaleza de su cohesión, de su cultura y que están dispuestos a creer, a participar, a construir nuevos horizontes.

Yo Veo un México con hambre y con sed de justicia. Un México de gente agraviada por las distorsiones que imponen a la ley quienes deberían de servirla. De mujeres y hombres afligidos por abuso de las autoridades o por la arrogancia de las oficinas gubernamentales.

Como partido de la estabilidad y la justicia social, nos avergüenza advertir que no fuimos sensibles a los grandes reclamos de nuestras comunidades; que no estuvimos al lado de ellas en sus aspiraciones; que no estuvimos a la altura del compromiso que ellas esperaban de nosotros. Tenemos que asumir esta autocrítica y tenemos que romper con las prácticas que nos hicieron una organización rígida. Tenemos que superar las actitudes que debilitan nuestra capacidad de innovación y de cambio. [...] Empecemos por afirmar nuestra identidad, nuestro orgullo militante y afirmemos nuestra independencia del gobierno.

Colosio fue asesinado el 23 de marzo de 1994.

## Asesinato

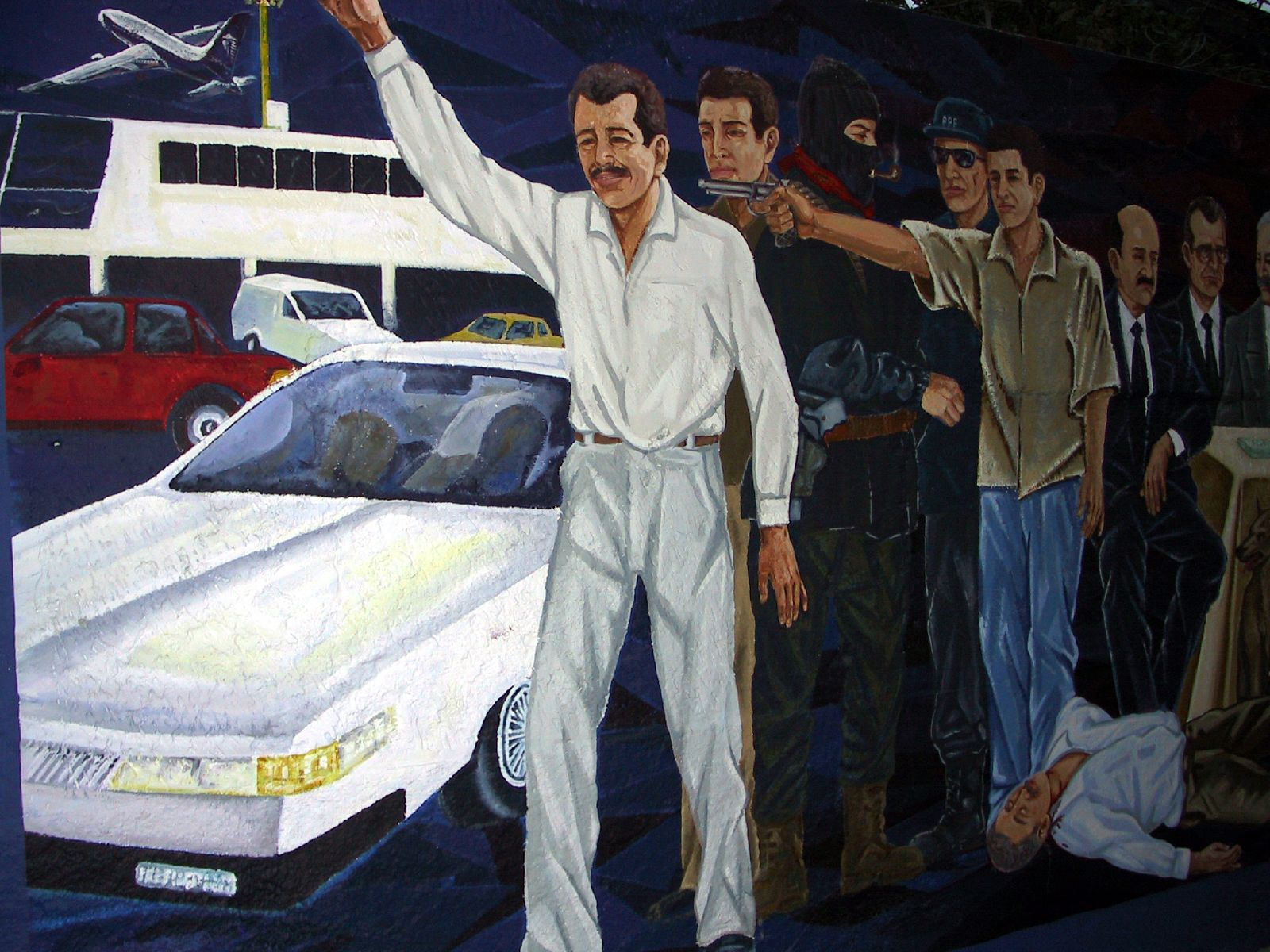
Mural representando el asesinato de Colosio.

Luego de un inicio de campaña afectado por los efectos del levantamiento del Ejército Zapatista de Liberación Nacional en Chiapas, el 1 de enero de 1994, Luis Donaldo Colosio Murrieta llegó el 23 de marzo de ese mismo año, alrededor de las 16:05, tiempo del Pacífico, al aeropuerto Abelardo L. Rodríguez de la ciudad de Tijuana, Baja California. 
El primer lugar a visitar sería la colonia popular Lomas Taurinas, uno de los muchos asentamientos irregulares en la ciudad de Tijuana. En una explanada en pendiente, sobre la calle La Punta, se colocó un templete improvisado, montado sobre una camioneta.
Alrededor de cuatro mil personas se reunieron para ver al candidato en el denominado «Acto de Unidad»; participaron cuatro oradores locales antes de que Luis Donaldo Colosio cerrara el evento con su discurso.
A las 17:08 (UTC -8), Colosio bajó del templete y se dirigió a pie a su camioneta rodeado por una reducida escolta personal.
A las 17:12, cuando Colosio había caminado unos trece metros y medio en la explanada, uno de los asistentes al mitin penetró el cerco de seguridad, puso un revólver Taurus calibre .38 cerca del oído derecho del candidato y disparó. Un segundo disparo alcanzó a Colosio en el abdomen, quien cayó al suelo inconsciente, sangrando de la cabeza. En medio de la confusión, el grupo de seguridad capturó a un hombre de veintitrés años, de complexión delgada, tez morena y pelo rizado, vestido con pantalón de mezclilla y una chamarra negra.
Elementos de seguridad levantaron a Colosio y lo llevaron hacia su camioneta. A las 17:20, el candidato ingresó inconsciente al área de Urgencias del Hospital General de Tijuana. Se «realizaron diversas maniobras encaminadas a tratar de salvar la vida del paciente, pero médica y clínicamente era imposible por la gravedad de la lesión en la cabeza. No obstante, a pesar de todos los esfuerzos humanos y médicos que se realizaron, falleció Luis Donaldo Colosio», a las 18:55, del 23 de marzo de 1994.
El presunto autor de los disparos, identificado como Mario Aburto Martínez, de veintitrés años de edad, originario de Michoacán y radicado hacía ocho años en Tijuana, fue detenido inmediatamente por quienes rodeaban al candidato en el momento del atentado y fue puesto a disposición de las autoridades. Mario Aburto sería interrogado por Manlio Fabio Beltrones en la noche del asesinato; sin embargo, corrieron las versiones de que la persona presentada a la prensa en los días posteriores al acontecimiento, lucía un corte de cabello militar, era de tez menos morena, no tenía marcas de los golpes y hematomas sufridos en el rostro y parecía estar más obeso que la persona dada a conocer momentos después del atentado, lo que desencadenó una serie de rumores sobre la autenticidad y posible reposición del verdadero asesino.
Distintas versiones señalan la existencia de una conspiración de Estado. Sin embargo, la versión oficial señala únicamente la participación de Aburto en el homicidio.

## Después de su muerte

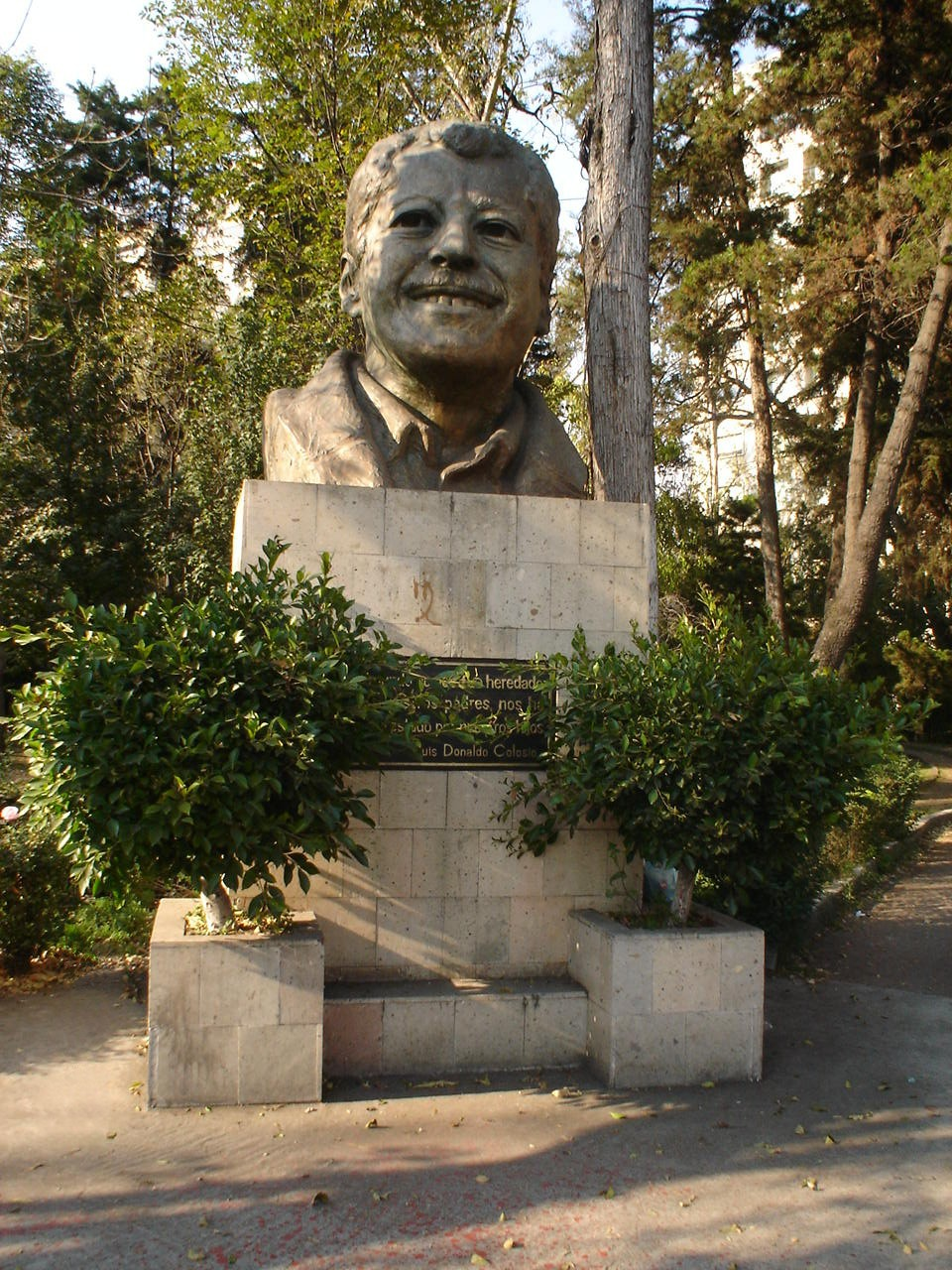
Monumento a Luis Donaldo Colosio en la Ciudad de México en el Paseo de la Reforma.

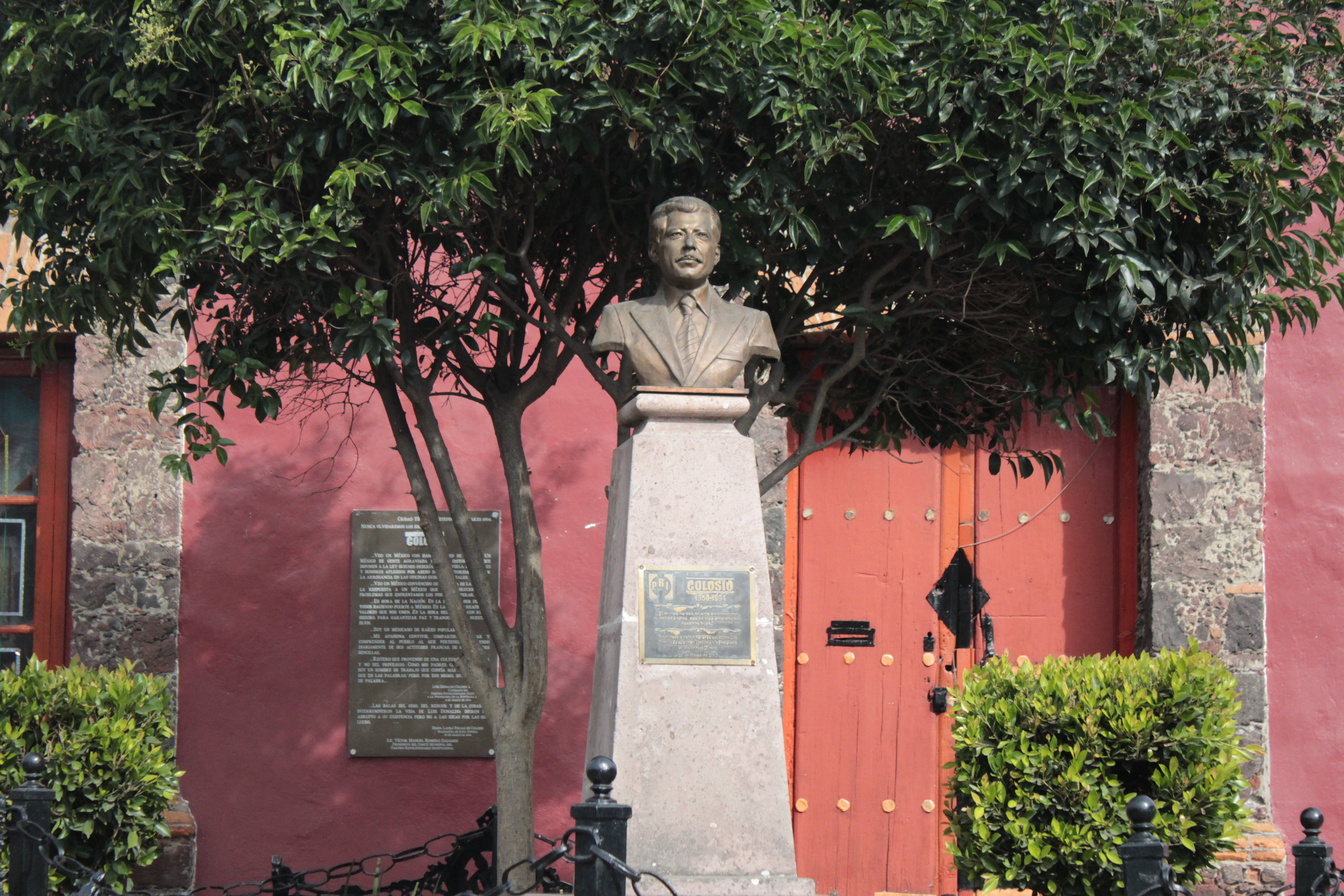
Busto a Colosio en Metepec.

Con solo cuatro meses antes de la elección, el PRI se encontró en apuros al no poder cumplir con el requisito constitucional de que ningún candidato presidencial puede ejercer un puesto público durante los seis meses anteriores al día de la elección; esto inmediatamente descalificó a todo el gabinete, donde estaban la mayor parte de los posibles sustitutos. Entre los pocos candidatos potenciales disponibles, Carlos Salinas de Gortari, a quien muchos señalan como el instigador del asesinato, finalmente escogió a Ernesto Zedillo, quien había renunciado como secretario de Educación Pública para servir como coordinador de la campaña de Colosio. Este golpe de suerte para Zedillo levantó aún más rumores de la confabulación o el denominado dedazo presidencial.
Seis meses después, el 28 de septiembre de 1994, el cuñado de Salinas de Gortari, José Francisco Ruiz Massieu, exgobernador del estado de Guerrero y secretario general del PRI, también fue asesinado en la Ciudad de México, eliminando así a dos de las más visibles y poderosas cabezas del PRI en México, Colosio y Ruiz Massieu. Finalmente, Zedillo fue elegido presidente, convirtiéndose en el último presidente de una secuencia de setenta y un años durante los cuales todos los presidentes de México habían sido elegidos por el PRI.
El 18 de noviembre de 1994, ocho meses después del asesinato de Colosio, su esposa, Diana Laura Riojas, murió de cáncer de páncreas.

## Filmografía

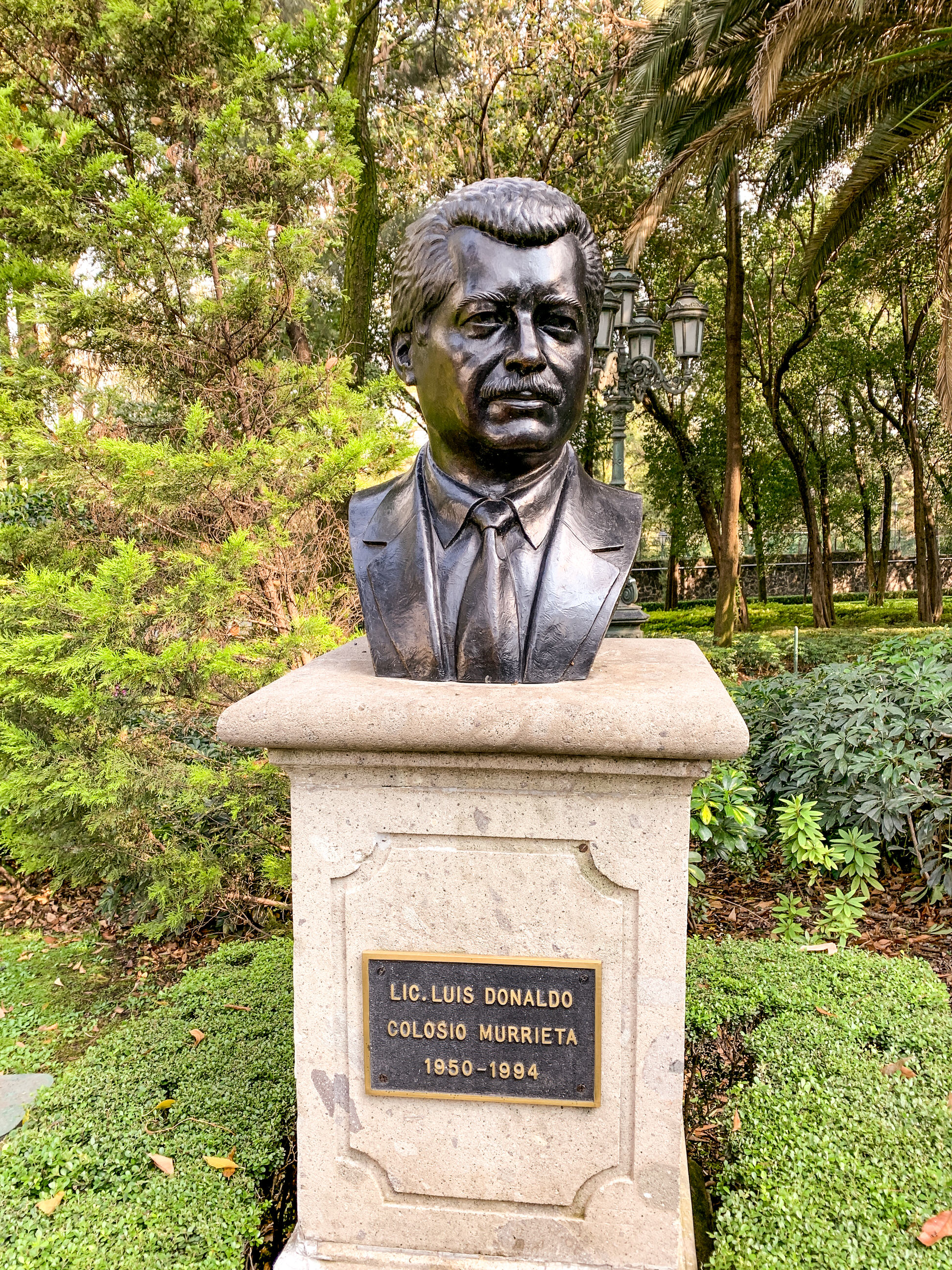
Estatua de Colosio en Los Pinos

- En 2012 se dirigió una película producida por Carlos Bolado. La película se titula Colosio: El asesinato, exploró las secuelas del asesinato del candidato y varias teorías de conspiración. Señala que se realizaron dos investigaciones y detalla las 15 personas asociadas que fueron asesinadas después de la investigación, así como la violencia generalizada y los disturbios. Colosio es interpretado por el actor Enoc Leaño.
- En 2019 Netflix lanzó la cobertura de los eventos previos y posteriores al asesinato de Colosio en el drama criminal Historia de un crimen: Colosio. Colosio es interpretado por el actor Jorge A. Jiménez.